# Шведская медицинская ассоциация
Швéдская медици́нская ассоциáция (англ. Swedish Medical Association, швед. Sveriges läkarförbund; в шведской разговорной речи также Läkarförbundet) — профессиональная организация и профсоюз врачей, основанная в 1903 году как Всеобщая шведская медицинская ассоциация (современное название принято в 1920 году). Целью ассоциации выступает содействие устойчивому развитию системы здравоохранения Швеции. Организация объединяет свыше 55 000 членов, охватывая 80% практикующих врачей страны. С 2020 года её председателем является София Рюдгрен Штале. Входит в Центральное объединение профсоюзов лиц с высшим образованием Швеции. Ассоциации принадлежит независимое профессиональное издание Läkartidningen, посвящённое вопросам медицины и здравоохранения.

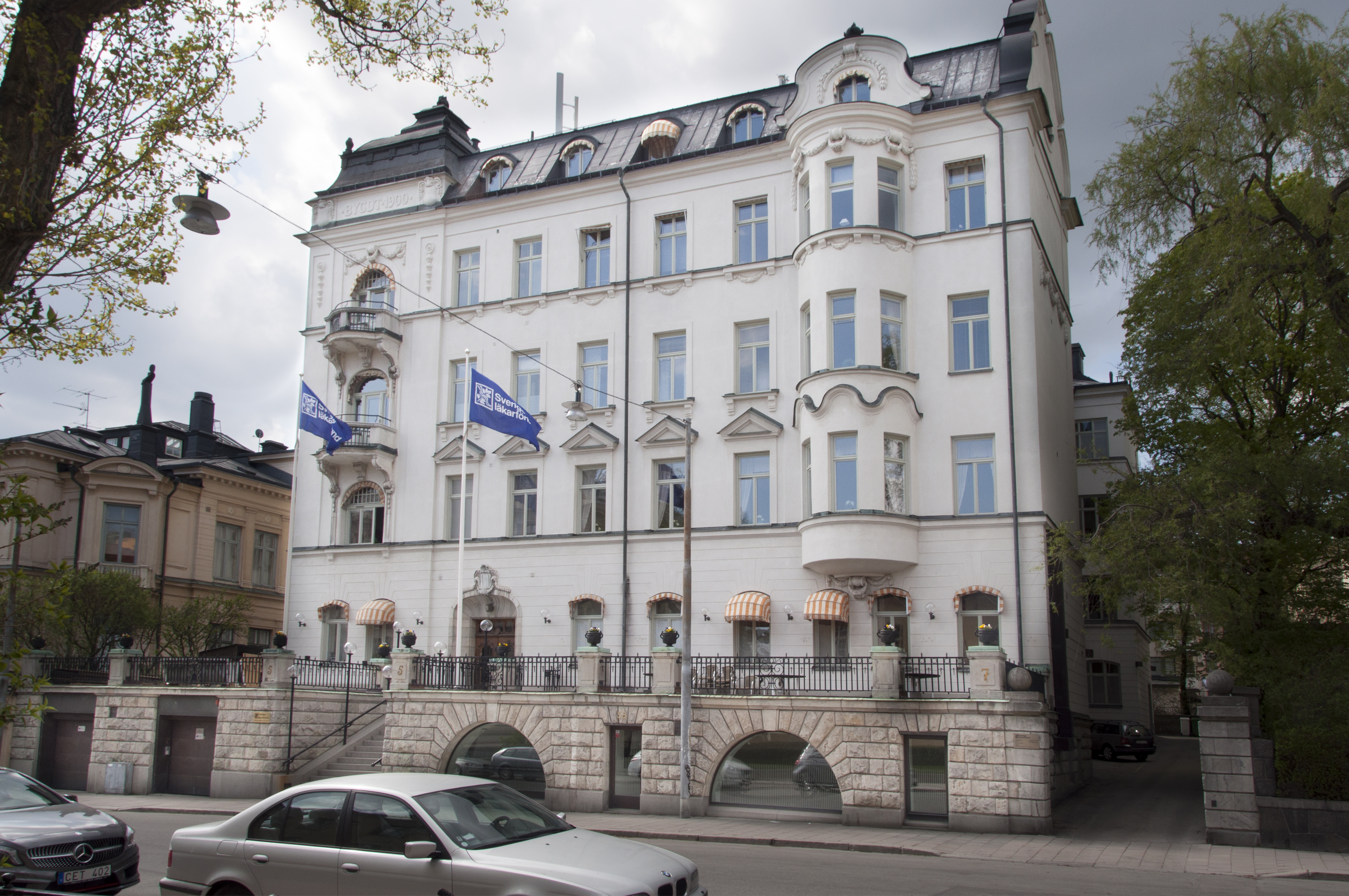
Главный офис ассоциации в 2013 году

## Подразделения
Организационная структура ассоциации основана на двойном членстве:
- Географическом (через местные отделения, привязанные к месту работы врачей)
- Профессиональном (через специализированные подразделения).

К последним относятся Шведская ассоциация молодых врачей (SYLF) для стажёров, Шведская ассоциация окружных врачей, Ассоциация врачей больниц для клинических специалистов, Ассоциация руководителей (SLCF) для управленческого персонала, а также объединения врачей компаний, военных медиков, частных практиков и промышленных врачей. Параллельно действуют узкоспециализированные сообщества по медицинским направлениям (ортопедия, неврология и др.), что позволяет врачам состоять одновременно в нескольких профессиональных группах.
Студенческое направление представлено Шведской медицинской ассоциацией студентов, объединяющей свыше 8 000 человек (75% обучающихся). Организация сфокусирована на реформировании медицинского образования, защите академических прав и улучшении условий обучения, сменив название с «Medicine Studerandes Förbund» во избежание путаницы с международной организацией «Врачи без границ». Координацию всей структуры осуществляет профсоюзный совет, избираемый на ежегодном собрании. При этом ассоциация сохраняет чёткое отличие от «Шведского медицинского общества» — сугубо научной организации, не участвующей в профсоюзной деятельности.

## Количество врачей, входящих в профсоюз
В период 2017–2019 годов доля врачей — членов профсоюза составляла 80–83% от общей численности медицинских специалистов в Швеции. При анализе по секторам занятости выявлена значительная разница: в государственном секторе (муниципалитеты и регионы) членство достигало 81–84%, тогда как в частном секторе этот показатель находился в диапазоне 74–81%. Существенное расхождение наблюдалось и по происхождению специалистов: среди врачей, родившихся в Швеции, уровень членства составлял 84–88%, в то время как среди коллег иностранного происхождения — лишь 72–75%. Историческая динамика демонстрирует снижение вовлечённости по сравнению с периодом 2001–2003 годов, когда профсоюз объединял 88–91% врачебного сообщества.